# Linia kolejowa 142 Budapest – Kecskemét
Linia kolejowa Budapest – Kecskemét – linia kolejowa na Węgrzech. Jest to linia jednotorowa, w całości niezelektryfikowana. Łączy Eger z Putnok.

## Historia
Linia została otwarta 8 czerwca 1889 roku.